# Barril de Alva
Barril de Alva é uma povoação portuguesa do Município de Arganil que foi sede da extinta Freguesia de Barril de Alva, freguesia que tinha 3,34 km² de área e 281 habitantes (2011), e, por isso,  uma densidade populacional de 84,1 hab/km².
A Freguesia de Barril de Alva foi extinta em 2013, no âmbito de uma reforma administrativa nacional, tendo sido agregada à freguesia de Coja, para formar uma nova freguesia denominada União das Freguesias de Côja e Barril de Alva com sede em Côja.

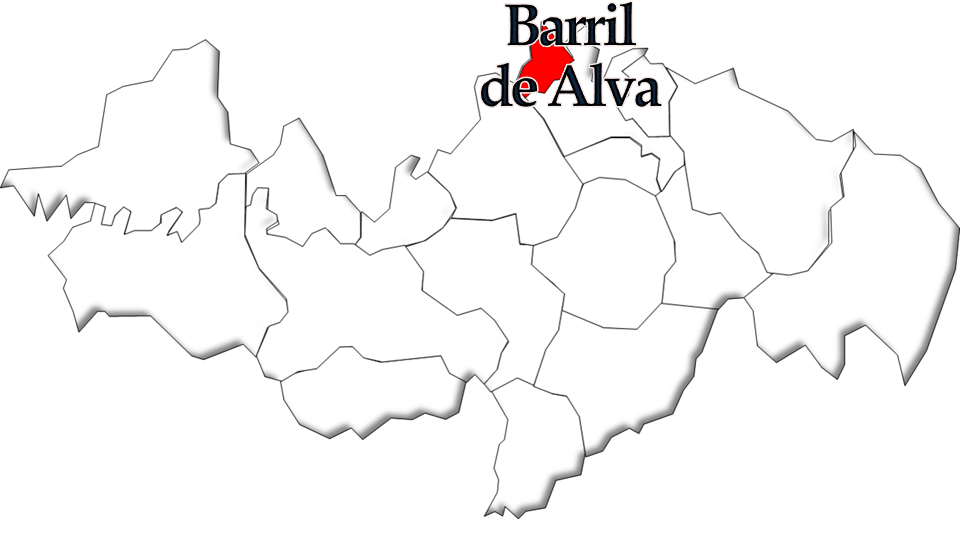
Localização no Município de Arganil

## População
| População da freguesia de Barril de Alva | População da freguesia de Barril de Alva | População da freguesia de Barril de Alva | População da freguesia de Barril de Alva | População da freguesia de Barril de Alva | População da freguesia de Barril de Alva | População da freguesia de Barril de Alva | População da freguesia de Barril de Alva | População da freguesia de Barril de Alva | População da freguesia de Barril de Alva | População da freguesia de Barril de Alva | População da freguesia de Barril de Alva | População da freguesia de Barril de Alva | População da freguesia de Barril de Alva | População da freguesia de Barril de Alva |
| ---------------------------------------- | ---------------------------------------- | ---------------------------------------- | ---------------------------------------- | ---------------------------------------- | ---------------------------------------- | ---------------------------------------- | ---------------------------------------- | ---------------------------------------- | ---------------------------------------- | ---------------------------------------- | ---------------------------------------- | ---------------------------------------- | ---------------------------------------- | ---------------------------------------- |
| 1864                                     | 1878                                     | 1890                                     | 1900                                     | 1911                                     | 1920                                     | 1930                                     | 1940                                     | 1950                                     | 1960                                     | 1970                                     | 1981                                     | 1991                                     | 2001                                     | 2011                                     |
|                                          |                                          |                                          |                                          |                                          |                                          | 474                                      | 508                                      | 510                                      | 491                                      | 430                                      | 468                                      | 383                                      | 386                                      | 281                                      |

Pela lei nº 1639, de 25 de julho de 1924, foi desanexada da freguesia de Vila Cova de Alva (então denominada Vila Cova de Sub-Avô), a povoação de Barril, que passou a constituir uma freguesia autónoma.
| Distribuição da População por Grupos Etários em 2001 e 2011 | Distribuição da População por Grupos Etários em 2001 e 2011 | Distribuição da População por Grupos Etários em 2001 e 2011 | Distribuição da População por Grupos Etários em 2001 e 2011 | Distribuição da População por Grupos Etários em 2001 e 2011 | Distribuição da População por Grupos Etários em 2001 e 2011 | Distribuição da População por Grupos Etários em 2001 e 2011 | Distribuição da População por Grupos Etários em 2001 e 2011 | Distribuição da População por Grupos Etários em 2001 e 2011 | Distribuição da População por Grupos Etários em 2001 e 2011 |
| ----------------------------------------------------------- | ----------------------------------------------------------- | ----------------------------------------------------------- | ----------------------------------------------------------- | ----------------------------------------------------------- | ----------------------------------------------------------- | ----------------------------------------------------------- | ----------------------------------------------------------- | ----------------------------------------------------------- | ----------------------------------------------------------- |
| Idade                                                       | 0-14                                                        | 15-24                                                       | 25-64                                                       | > 65                                                        |                                                             | 0-14                                                        | 15-24                                                       | 25-64                                                       | > 65                                                        |
| 2001                                                        | 47                                                          | 46                                                          | 185                                                         | 108                                                         |                                                             | 12,2%                                                       | 11,9%                                                       | 47,9%                                                       | 28,0%                                                       |
| 2011                                                        | 26                                                          | 23                                                          | 143                                                         | 89                                                          |                                                             | 9,3%                                                        | 8,2%                                                        | 50,9%                                                       | 31,7%                                                       |

## Património
- Igreja de S. Simão (matriz)
- Capelas de Santo Aleixo e de Santa Maria Madalena
- Solar de Barril de Alva
- Quinta de Santo António
- Miradouro do Barril
- Praia fluvial e lugar do Ortigal